# Lilia Podkopajevová
Lilia Podkopajevová, ukrajinsky Лілія Олександрівна Подкопаєва (* 15. srpna 1978, Doněck) je bývalá ukrajinská gymnastka. Získala dvě zlaté olympijské medaile (prostná, víceboj) na olympijských hrách v Atlantě roku 1996. Na stejných hrách získala i stříbro na kladině. Krom toho má dvě zlaté z mistrovství světa 1995 (přeskok, víceboj) a čtyři zlaté z mistrovství Evropy, tři z roku 1996, jednu ze šampionátu 1994. V roce 2008 byla uvedena do mezinárodní gymnastické Síně slávy.